# William Baldwin
För andra betydelser, se William Baldwin (olika betydelser).
William Joseph Baldwin, född 21 februari 1963 i Massapequa, Long Island, New York, är en amerikansk skådespelare och producent. Han är bror till Alec Baldwin, Daniel Baldwin och Stephen Baldwin.

## Filmografi
- 2011 – The Craigslist Killer
- 2009 – Gossip Girl
- 2008 – Dumpad
- 2005 – The Squid and the Whale
- 2004 – Art heist
- 2003 – Red rover
- 2001 – Lethal Attraction
- 2001 – Double Bang
- 2000 – The Snitch
- 2000 – Relative Values
- 1998 – Virus
- 1998 – Dödlig illusion
- 1996 – Bloody Mess
- 1995 – A Pyromaniac's Love Story
- 1995 – Fair Game
- 1993 – Three of Hearts
- 1993 – Sliver
- 1991 – Eldstorm
- 1990 – Mord i parken
- 1990 – Dödlig puls
- 1990 – Misstänkta förbindelser
- 1970 – Fågel, mördare eller mittemellan[1]